# Pterolophia quadrituberculata
Pterolophia quadrituberculata là một loài bọ cánh cứng trong họ Cerambycidae.